# Рамутово
Рамутово (пол. Ramutowo) — село в Польщі, у гміні Слупно Плоцького повіту Мазовецького воєводства.
Населення — 161 особа (2011).
У 1975—1998 роках село належало до Плоцького воєводства.

## Демографія
Демографічна структура станом на 31 березня 2011 року:
|          | Загалом | Допрацездатний вік | Працездатний вік | Постпрацездатний вік |
| -------- | ------- | ------------------ | ---------------- | -------------------- |
| Чоловіки | 88      | 18                 | 63               | 7                    |
| Жінки    | 73      | 15                 | 40               | 18                   |
| Разом    | 161     | 33                 | 103              | 25                   |